# Arroz a la tumbada

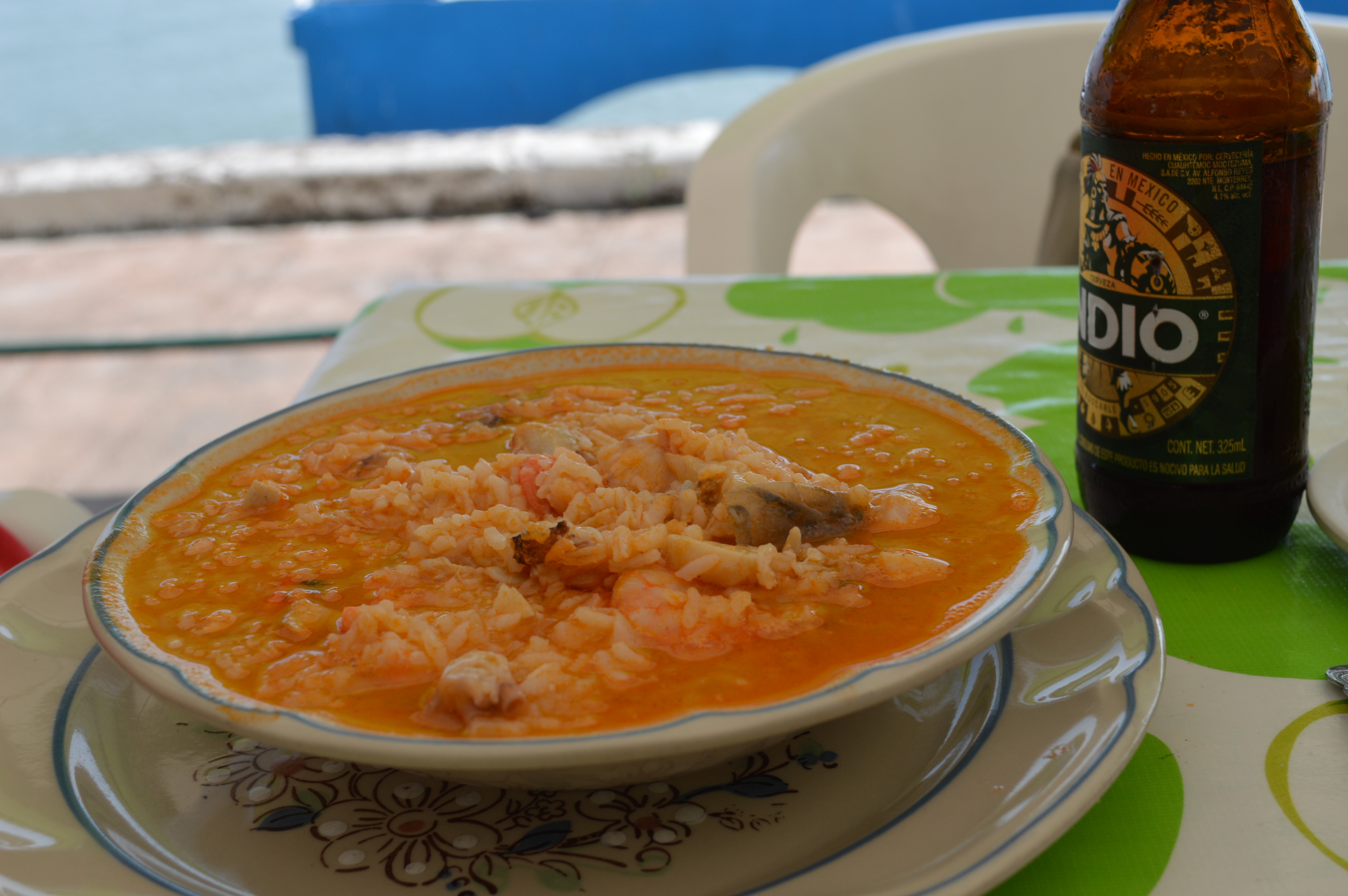
Arroz a la tumbada

El arroz a la tumbada es un plato tradicional mexicano con arroz rojo y marisco. En esta especialidad un sofrito se hace con tomate, la cebolla, el ajo y el pimiento rojo picados. Se añade arroz tostado con mayor proporción de agua para lograr una consistencia de sopa. Por último, se introducen a la cazuela camarones sofritos, cangrejos con cáscara, almejas lavadas, hojas frescas de epazote, perejil, cilantro y orégano.originario de Veracruz